# Amateurfunksatellit

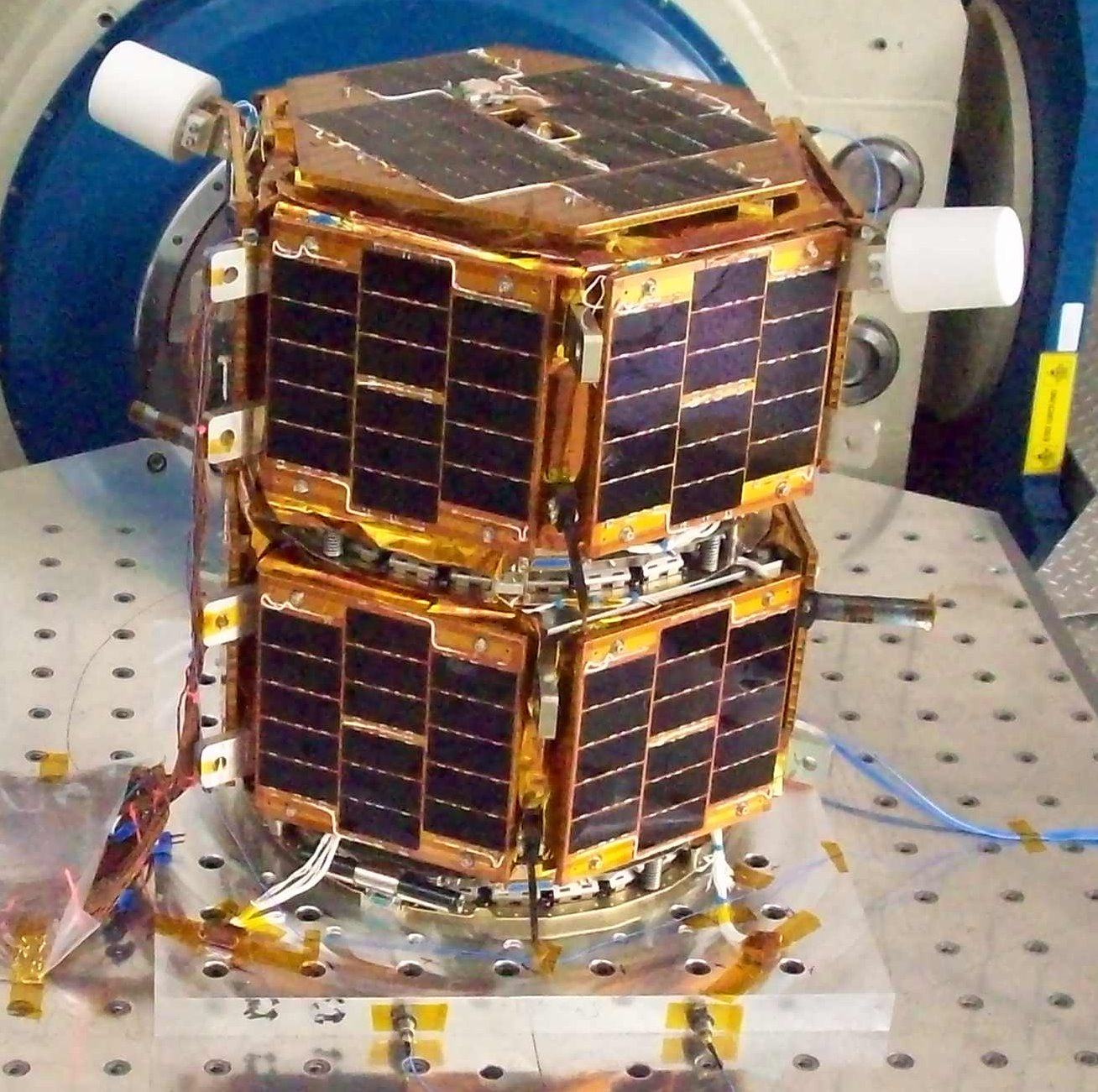
Amateurfunksatelliten OSCAR 69 und OSCAR 70

Amateurfunksatelliten sind Satelliten oder Raumsonden, die meist von Funkamateuren gebaut oder betrieben werden und die zur Kommunikation die Amateurfunkbänder benutzen. Manche dieser Satelliten enthalten Transponder, die als Relaisstationen für verschiedene Betriebsarten genutzt werden können. Andere enthalten Experimente oder Kameras, deren Daten zur Erde übertragen werden. Einige Amateurfunksatelliten mit einer Erdumlaufbahn werden als OSCAR (Orbiting Satellite Carrying Amateur Radio) bezeichnet.

## Zweck
Die Amateurfunksatelliten dienen der Satellitenkommunikation zwischen Funkamateuren oder zu experimentellen Zwecken. Frühe Satelliten nutzten auch Frequenzen im 15- und 10-Meter-Band. Heute findet der meiste Funkverkehr im 2-Meter- und 70-Zentimeter-Band statt, aber auch höhere Amateurfunkbänder werden benutzt.
Satellitenbetrieb erfordert in fast allen Fällen optische Sicht zum Satelliten. Die gegenwärtig aktiven Amateurfunksatelliten fliegen meist auf niedrigen Umlaufbahnen bis etwa 1200 km (Low Earth Orbit). Damit sind Verbindungen über ein paar 1000 km während eines max. 20 Minuten langen Zeitfensters möglich. Die Sendeleistung der Satelliten liegt, bedingt durch die Energieausbeute der Solarzellen und die Abstrahlmöglichkeiten für die Verlustleistung im Vakuum, typisch unter 1 W. Im 2-m-Bereich ist der Empfang grundsätzlich auch mit Rundstrahlantennen möglich. Auf den höheren Bändern ist, bedingt durch die geringere Wellenlänge, die Wirkfläche der Antennen kleiner und deshalb die Streckendämpfung höher. Dort ist der Empfang praktisch nur mit Richtantennen möglich.

## Geschichte
Funkamateure sind seit den 1960er Jahren an der Raumfahrt beteiligt. Sie konstruieren kleine oder mittlere Satelliten, die als Sekundärnutzlast bei kommerziellen oder wissenschaftlichen Flügen mitgenommen werden. Großer Beliebtheit erfreuen sich seit einiger Zeit Cubesats, die ein standardisiertes, würfelförmiges Gehäuse mit 10 cm Seitenlänge haben.
Der erste Amateurfunksatellit wurde am 12. Dezember 1961 unter dem Namen OSCAR 1 gestartet, nur 4 Jahre nach dem Start des sowjetischen ersten Satelliten Sputnik 1. OSCAR 1 war der erste Satellit, der als zweite Nutzlast zusammen mit einem anderen Satelliten gestartet wurde und dennoch in eine eigenständige Umlaufbahn befördert wurde. Obwohl der Satellit nur 22 Tage in seinem Orbit blieb, war das Projekt ein großer Erfolg, immerhin meldeten über 570 Funkamateure in 28 Ländern ihre Beobachtungen zum OSCAR-Projekt. Über die Jahre sind viele Amateurfunksatelliten gestartet worden. Diese Satelliten haben oft zu signifikanten Durchbrüchen in der Satelliten-Forschung beigetragen, konnte man doch in einem Amateurfunksatelliten neue Techniken gefahrlos ausprobieren, hat bei einem Fehlschlag deutlich weniger Zwänge kurzfristig einen Ersatzsatelliten bereitzustellen und hat mit den Funkamateuren eine große Anzahl an fachkundigen, kostenlos tätigen Beobachtern.
Zu den Innovationen zählt der Start des ersten Satelliten mit einem Sprach-Transponder und die Entwicklung von digitaler Store-and-Forward-Nachrichtenübertragung über Satellit.
Übliche Fernsehsatelliten stehen durch ihre geostationäre Bahn an einer festen Stelle am Himmel, wodurch die terrestrischen Antennen fest montiert werden können. Alle bisherigen Amateurfunksatelliten bis auf den 2018 gestarteten Es’hail-2 haben andere Umlaufbahnen, wandern also über den Himmel. Entsprechend ist eine aufwändige Antennennachführung notwendig.
Das größte von der internationalen Vereinigung AMSAT getragene Projekt war der Satellit OSCAR 40, der aufgrund technischer Probleme nur kurze Zeit einen eingeschränkten Betrieb erlaubte. Einfachere Satelliten, wie OSCAR 7 oder OSCAR 10, sind auch noch nach Jahrzehnten bei günstigen Bedingungen einsatzbereit. Meist wird die Betriebsdauer von Amateurfunksatelliten durch die Akkumulatoren begrenzt. Zellenkurzschlüsse lassen einen Satelliten verstummen, während Unterbrechungen u. U. eingeschränkten Betrieb mit Strom direkt aus den Solarzellen ermöglichen.
Bis heute sind weit über 100 Amateurfunksatelliten gestartet worden.

## Kommunikation über Amateurfunksatelliten
Amateurfunksatelliten ermöglichen z. B. interkontinentalen Sprech- und Datenfunk. Zusätzlich übertragen die meisten Amateurfunk-Satelliten Messwerte der Betriebsdaten des Satelliten, wie z. B. die Versorgungsspannung, CPU-Auslastung und Temperatur oder von mitfliegenden Experimenten oder auch Bilder einer Außenkamera. Aktuelle Satelliten ermöglichen den Funkamateuren den Betrieb in vielen Betriebsarten, z. B. FM-Sprachübertragung, SSB-Sprachübertragung, CW-Telegrafie, SSTV-Standbildübertragung genauso wie digitale Kommunikation beispielsweise mit AX.25-FSK (Packet Radio) oder PSK-31.

### Mode-Bezeichnungen
Historisch wurden die Uplink- (Senderichtung zum Satellit) und Downlink- (Empfang des Satelliten) Bänder mit einfachen Buchstaben codiert:
- Mode A: 2 m/10 m
- Mode B: 70 cm/2 m
- Mode J: 2 m/70 cm

Neue Uplink- und Downlink-Bezeichnungen benutzen die Kombination von zwei Buchstaben mit der Struktur X/Y, dabei ist X das Uplink-Band und Y das Downlink-Band.
| Bezeichnung:     | H    | T    | V   | U     | L     | S     | C    | X    | K      | Q    |
| ---------------- | ---- | ---- | --- | ----- | ----- | ----- | ---- | ---- | ------ | ---- |
| Amateurfunkband: | 15 m | 10 m | 2 m | 70 cm | 23 cm | 13 cm | 6 cm | 3 cm | 1,2 cm | 6 mm |

Die genauen Zeiten, zu denen ein Mode in Betrieb ist, und ob dabei ein Sprach- oder ein Daten-Transponder geschaltet ist und welcher Bereich des dem Amateurfunkdienst über Satelliten zugewiesenen Bereiches eines Amateurfunkbands genutzt wird, wird für jeden Satelliten einzeln bekanntgegeben.

### Dopplerverschiebung
Der Doppler-Effekt resultiert aus der großen orbitalen Geschwindigkeit des Satelliten, die Uplink- und Downlink-Frequenzen ändern sich so für die Bodenstation während eines Überflugs. Während der Satellit sich auf die Bodenstation zubewegt, erscheint die Downlink-Frequenz höher und daher muss der Empfänger oberhalb der eigentlichen Frequenz empfangen. Auf der anderen Seite empfängt der Satellit das Uplink-Signal in einer höheren Frequenz, als es die Bodenstation ausgesendet hat, daher muss die Bodenstation auf einer niedrigeren Frequenz senden, um vom Satelliten empfangen zu werden. Nachdem der Satellit den Standort der Bodenstation passiert hat, er sich also vom Betrachter entfernt, muss die Sendefrequenz dann höher; die Empfangsfrequenz niedriger eingestellt werden.
Das Resultat ist, dass die Bodenstation zu jeder Zeit vom Satelliten auf der gleichen Frequenz empfangen wird. Nur so ist die Kommunikation über umlaufende Satelliten möglich, da der Frequenzversatz für jede Bodenstation anders ist.
Die folgenden mathematischen Formeln setzen die Geschwindigkeit des Satelliten in Beziehung zur Arbeitsfrequenz des Satelliten:
| {\displaystyle f_{d}} | = | Doppler-korrigierte Downlink-Frequenz                                                                                    |
| {\displaystyle f_{u}} | = | Doppler-korrigierte Uplink-Frequenz                                                                                      |
| {\displaystyle f}     | = | Original-Frequenz |
| {\displaystyle v}     | = | Geschwindigkeit des Satelliten relativ zur Bodenstation in Metern/Sekunde Positiv bei Annäherung, negativ beim Entfernen |
| {\displaystyle c}     | = | Lichtgeschwindigkeit im Vakuum ({\displaystyle \approx 3\times 10^{8}} Meter/Sekunde)                                    |

| Frequenzänderung                               | Downlink-Korrektur                            | Uplink-Korrektur                              |
| ---------------------------------------------- | --------------------------------------------- | --------------------------------------------- |
| {\displaystyle \Delta f={\frac {f\cdot v}{c}}} | {\displaystyle f_{d}=f+{\frac {f\cdot v}{c}}} | {\displaystyle f_{u}=f-{\frac {f\cdot v}{c}}} |

Da die Bestimmung der relativen Geschwindigkeit des Satelliten sehr schwierig ist und die Geschwindigkeit, mit der diese Korrektur durchgeführt werden muss, sehr hoch ist, werden diese Berechnungen meist von einer speziellen Software zur Verfolgung der Satelliten gemacht. Meist wird dabei auch die Antennenanlage mit dem Satelliten mitgeführt und über ein CAT-Interface die Frequenz im Funkgerät nachgestellt. Manuelle Korrektur des Frequenzversatzes ist möglich, aber es ist schwer auf der gleichen, effektiven Frequenz zu bleiben. FM ist toleranter beim Frequenzversatz als SSB, deswegen ist der Betrieb über FM-Satelliten wesentlich einfacher.

## Nummerierung und Ausblick
Vielen erdumlaufenden Satelliten wird nach der Inbetriebnahme eine OSCAR-Nummer zugeteilt (siehe unter Liste der OSCAR-Satelliten). Russische bzw. sowjetische Satelliten haben traditionell eine RS-Nummer.
Mit dem Projekt P5A will die AMSAT unter deutscher Federführung erstmals eine Amateurfunksonde zum Mars entsenden. Die Übermittlung wissenschaftlicher Daten sowie die Erforschung funktechnischer Vernetzungen soll hierbei im Mittelpunkt stehen. Andere Amateurfunksatelliten die die Erdumlaufbahn verlassen haben, waren beispielsweise die deutsche Manfred Memorial Moon Mission von 2014 (Vorbeiflug am Mond) oder die japanischen Sonden UNITEC-1, Shin’en-2 und ARTSAT2-DESPATCH (Sonnenumlaufbahn).